# Уругвай на літніх Олімпійських іграх 1976
Уругвай брав участь у Літніх Олімпійських іграх 1976 року у Монреалі (Канада) удванадцяте за свою історію, але не завоював жодної медалі.